# Петерсдорф (Тюрингия)
Петерсдорф (нем. Petersdorf) — посёлок в Германии, в земле Тюрингия. Входит в состав района Нордхаузен. Подчиняется управлению Хонштайн/Зюдхарц. Население 368 чел. Занимает площадь 4,03 км².